# Avril 1866

## Événements
- Canada : raid sur l'Île Campobello.
- 8 avril : traité d’alliance entre le roi d’Italie et la Prusse contre l’Autriche : Bismarck garantit la Vénétie à l’Italie.
- 9 avril : Bismarck présente à la Diète un projet de constitution d’une Confédération de l'Allemagne du Nord, avec un Parlement élu au suffrage universel. L’Autriche ne peut accepter son exclusion de l’Allemagne. Elle emprunte 60 millions de florins sur la place de Paris pour remilitariser la Bohême et la Moravie.
- 16 avril : attentat manqué de Dmitri Karakozov contre le tsar Alexandre II à Kiev, suivi de répressions : suppression du Contemporain et de la Parole russe. Arrêt des réformes avec l'arrivée au pouvoir de conservateurs.

## Naissances
- 6 avril : Raymond-Marie Rouleau, archevêque de Québec.
- 8 avril : Fritz Mackensen, peintre allemand († 12 mai 1953).
- 14 avril : Joseph-Dominique Guay, homme d'affaires Québec, Saguenay (ville) († 1925).

## Décès
- 11 avril : Edward Bowen, avocat, juge et politicien.
- 18 avril : Luca Passi, prêtre catholique italien, fondateur de la Société de Sainte Dorothée, béatifié en 2013.